# Unisono
Zasugerowano, aby zintegrować ten artykuł z artykułem Unison. Nie opisano powodu propozycji integracji.
Unisono lub all’unisono (z wł. unisono – jednogłośny) – sposób wykonania utworu muzycznego (lub jego fragmentu) polegający na zgodnym wykonaniu przebiegu melodycznego przez całą orkiestrę lub grupę instrumentów w interwale oktawy czystej albo prymy czystej.